# اورسولا پلاسنیک
اورسولا پلاسنیک (انگلیسی: Ursula Plassnik؛ زادهٔ ۲۳ مهٔ ۱۹۵۶) یک سیاست‌مدار اهل اتریش است.